# Vịnh Prisoe

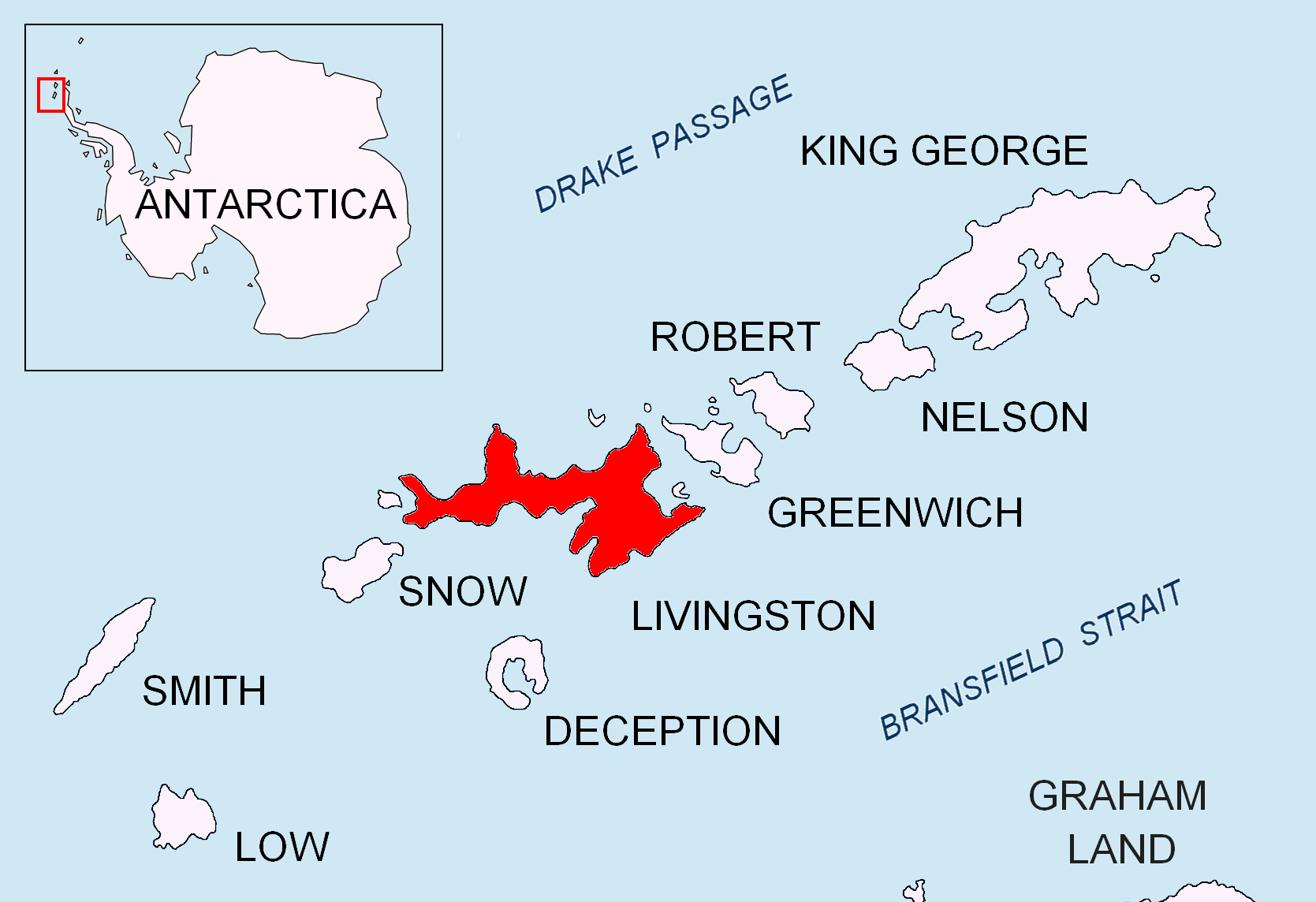
Vị trí của Đảo Livingston thuộc Quần đảo Nam Shetland.

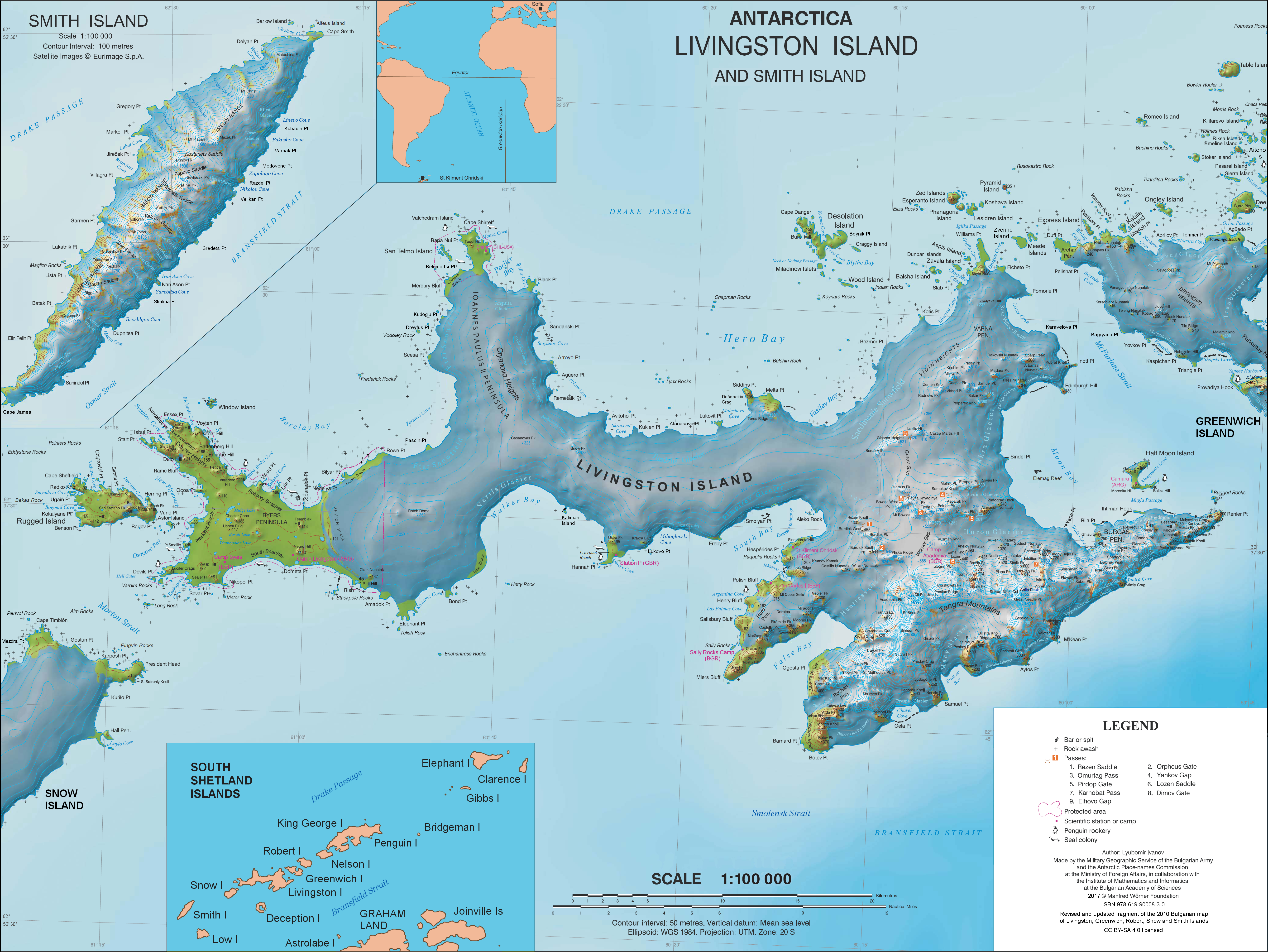
Bản đồ địa hình của Đảo Livingston và Đảo Smith.

Vịnh Prisoe (tiếng Bulgaria: залив Присое, 'Zaliv Prisoe' \ 'za-liv pri-'so-e \) là một vịnh rộng 3,7 km, sâu 1,75 km ở bờ biển phía bắc của Đảo Livingston thuộc Quần đảo Nam Shetland, Nam Cực.
Vịnh được đặt tên theo khu định cư Prisoeto ở miền bắc Bulgaria.

## Vị trí
Vịnh Prisoe Cove nằm ở tọa độ 62°33′25″N 60°40′0″T / 62,55694°N 60,66667°T.

## Bản đồ
- LL Ivanov. Nam Cực: Đảo Livingston và Đảo Greenwich, Robert, Snow và Smith. Bản đồ địa hình tỷ lệ 1: 120000. Troyan: Quỹ Manfred Wörner, 2009.ISBN 978-954-92032-6-4
- Cơ sở dữ liệu kỹ thuật số Nam Cực (ADD). Bản đồ địa hình Châu Nam Cực tỷ lệ 1: 250000. Ủy ban Khoa học về Nghiên cứu Nam Cực (SCAR). Từ năm 1993, thường xuyên được nâng cấp và cập nhật.
- LL Ivanov. Nam Cực: Đảo Livingston và Đảo Smith. Bản đồ địa hình tỷ lệ 1: 100000. Quỹ Manfred Wörner, 2017.ISBN 978-619-90008-3-0ISBN 978-619-90008-3-0